# Такефуса Кубо
Такефуса Кубо (јап. 久保 建英; Канагава, 4. јун 2001) јапански је професионални фудбалер који игра на позицији нападача за шпански клуб Реал Сосиједад и репрезентацију Јапана.
Од 2019. је члан сениорске репрезентације Јапана, он је учетвовао на Копа Америци 2019. и Летњим олимпијским играма 2020.

## Статистика
| Тим   | Година | Наступи | Голови |
| ----- | ------ | ------- | ------ |
| Јапан | 2019.  | 7       | 0      |
| Јапан | 2020.  | 4       | 0      |
| Јапан | 2021.  | 2       | 0      |
| Јапан | 2022.  | 5       | 1      |
| Јапан | Укупно | 18      | 1      |